# Putovka
Putovka je zaniklá usedlost v Praze 8-Karlíně, která stála v ulici Pernerova pod svahem Vítkova.

## Historie
Na východní straně sousedila Putovka s vojenským hřbitovem, který patřil k Invalidovně, na západní straně s karlínskou usedlostí Palmovka č.p. 11, ve které byla později zřízena Müllerova továrna na mýdlo a svíčky.
Vinice Putovka a Palmovka bývaly původně jednou ucelenou vinicí Milerkou, kterou vlastnil Matěj Vojtěch Miler z Mildenburka. Bernard Miler z Mildenburka zdědil její střední část a prodal ji staroměstskému měšťanu a mlynáři Pavlu Vojtěchu Vyšínovi. Roku 1714 se o vinici uvádí, že má rozlohu 3 strychy a že neposkytuje užitek, „neb jest z valné části na vrchu a skále“.
Od dědiců Vyšína koupili pozemky a stavby roku 1727 Eva a Jan Putovi. Ti zde od roku 1735 prodávali víno, pivo a pálenku, na což měli povolení od vrchnosti. Rodině Putově patřila usedlost až do roku 1800. Tvořily ji dva domky s č.p. 9 a 10 a stodola mezi nimi. Hospodářství čítalo také „5 krav, šenkovní zařízení, stoly, lavice, židle v sále, zahradě a šenkovně, 2 pole, právo výčepné a pekařské a právo pálení kořalky.“ Roku 1779 je doložen chov stáda ovcí Dorotou Putovou. Posledním z rodu Putů se stala Ludmila Vohánková, rozená Putová. Poté se majitelé na usedlosti střídali.
Od roku 1829 ji vlastnil obchodník Antonín Meissner, který zde zřídil přádelnu bavlny a vlny, později v budovách sídlila továrna na cukrovinky a likéry. Nakonec pozemky odkoupila firma Breitfeld, Daněk a spol.